# Escopelià
Escopelià (en llatí Scopelianus, en grec Σκοπελιανός) va ser un sofista, retòric i poeta grec de Clazòmenes (Clazomenae), deixeble de Niquetes d'Esmirna que va viure a Esmirna.
Va florir sota Domicià i Nerva una mica abans de Polemó Antoni i d'Herodes Àtic. Va ensenyar a Esmirna i va tenir a Àtic entre els seus deixebles. Es va dedicar a la poesia i especialment a la tragèdia. La seva vida és narrada per Filostrat que en parla amb molt de respecte. Quan Domicià va decretar la prohibició la viticultura i l'erradicació de totes les vinyes a Àsia, perque pensava que el consum de vi contribuïa als moviments revolucionàris, Escopelià va conduir una missió diplomàtica amb tant d'èxit que l'emperador no tan sols va abolir el seu decret, sinó al contrari va imposar multes a aquestes persones que no plantaven vinyes. Per aquest èxit el poeta va rebre molts regals, i la seva popularitat el nombre de deixebles, «amorosos de la seva saviesa» (σοφίας ἐρῶντες) va augmentar.